# Landtagswahl in Niederösterreich 1921

Die Sitzverteilung im Landtag nach der Wahl

Die Landtagswahl in Niederösterreich des Jahres 1921 fand am 21. April statt. Die Wahl gewann die Christlichsoziale Partei (CS) mit 32 Sitzen im Landtag vor der Sozialdemokratischen Arbeiterpartei mit 22 Sitzen.

## Antretende Parteien
Es gab vier Wahlkreise, die den Vierteln des Landes entsprachen. Insgesamt bemühten sich sechs Parteien um die 60 Mandate im niederösterreichischen Landtag. In allen vier Wahlkreisen traten die Christlichsoziale Partei (CS) mit dem Spitzenkandidaten August Ségur, die Sozialdemokratische Arbeiterpartei Deutschösterreichs (SDAPDÖ) mit Karl Renner und die Großdeutsche Volkspartei (GDVP) mit Hans Schürff an.
Die Kommunistische Partei Deutsch-Österreichs (KPDÖ) trat in allen Wahlkreisen außer dem Viertel ober dem Mannhartsberg an, konnte aber kein Mandat erreichen. Weiters trat die Demokratische Wirtschaftspartei (DWP) in allen Kreisen außer dem Viertel unter dem Mannhartsberg an. Die Nationalsozialisten  traten als eigenständige Liste an.

## Nachwirkungen
Noch vor der ersten Sitzung am 11. Mai des Jahres gab es von christlichsozialer Seite Vorwürfe gegen die Sozialdemokratische Partei wegen Wahlbetrugs. So sollen unter anderem in St. Pölten und Stockerau die Wählerlisten entsprechend den Parteiwünschen angelegt worden sein. Außerdem sollen christlichsoziale Plakate abgerissen worden sein, um an deren Stelle sozialdemokratische zu kleben. Auch wurden Wählern aus Armenhäusern 40 Kronen versprochen, wenn diese für die SDAPDÖ stimmten. Teilweise sollen auch Christlichsoziale an der Stimmabgabe gehindert worden sein.

## Vorläufiges Wahlergebnis
Um die teilweise großen Unterschiede in den Wahlkreisen darzustellen, ist nachfolgend das vorläufiges Wahlergebnis vom 30. April 1921 dargestellt.
| Partei                         | Gesamt  | Gesamt | CS      | CS      | CS    | SDAPDÖ  | SDAPDÖ  | SDAPDÖ | GDVP    | GDVP    | GDVP  | KPÖ     | KPÖ    | KPÖ   | DWP     | DWP    | DWP   |
| Partei                         | Stimmen | Mand.  | Stimmen | %       | Mand. | Stimmen | %       | Mand.  | Stimmen | %       | Mand. | Stimmen | %      | Mand. | Stimmen | %      | Mand. |
| Viertel ober dem Manhartsberg  | 102.722 | 12     | 57.757  | 56,50 % | 7     | 23.535  | 23,03 % | 3      | 20.920  | 20,47 % | 2     | –       | –      | –     | 510     | 0,5 %  | 0     |
| Viertel unter dem Manhartsberg | 142.676 | 14     | 90.306  | 63,46 % | 10    | 34.143  | 23,99 % | 3      | 17.840  | 12,54 % | 1     | 387     | 0,27 % | 0     | –       | –      | –     |
| Viertel ober dem Wienerwald    | 162.331 | 15     | 89.972  | 56,93 % | 9     | 50.802  | 32,15 % | 5      | 17.254  | 10,92 % | 1     | 1446    | 0,89 % | 0     | 951     | 0,59 % | 0     |
| Viertel unter dem Wienerwald   | 240.973 | 19     | 77.707  | 32,85 % | 6     | 130.608 | 55,22 % | 11     | 28.213  | 11,93 % | 2     | 3.564   | 1,15 % | 0     | 881     | 0,37 % | 0     |
| Gesamtergebnis                 | 648.702 | 60     | 315.742 | 49,40 % | 32    | 239.088 | 37,41 % | 22     | 84.227  | 13,18 % | 6     | 5.397   | 0,83 % | 0     | 2.342   | 0,36 % | 0     |

## Amtliches Endergebnis
| Partei | Stimmen | %      | Mand. |
| CS     | 320.781 | 49,2 % | 32    |
| SDAPDÖ | 241.015 | 36,9 % | 22    |
| GDVP   | 82.072  | 12,6 % | 6     |
| KPÖ    | 5.477   | 0,9 %  | 0     |
| NSDAP  | 1.909   | 0,3 %  | 0     |
| DWP    | 1.004   | 0,1 %  | 0     |
| Gesamt | 652.258 | 100 %  | 60    |